# Enrique Baliño
Enrique Baliño Pavón (Montevideo, 1928. június 20. – 2018. október 14.) olimpiai bronzérmes uruguayi kosárlabdázó.

## Pályafutása
1944 és 1962 között a montevideói Sporting Club játékosa volt. 1949 és 1954 között szerepelt az uruguayi válogatottban. 1949-ben és 1953-ban aranyérmet nyert a csapattal a dél-amerikai kosárlabda-bajnokságban. Részt vett az 1952-es helsinki olimpián, ahol bronzérmet szerzett a válogatottal.

## Sikerei, díjai
- Olimpiai játékok
  - bronzérmes: 1952, Helsinki
- Dél-amerikai bajnokság
  - aranyérmes: 1949, 1953